# Pete Davidson
Peter Michael Davidson (n. 16 noiembrie 1993, New York City, New York, SUA) este un actor și comedian american. A făcut parte din distribuția serialului de comedie Saturday Night Live (SNL) de pe NBC timp de opt sezoane, din 2014 până în 2022. 
Davidson și-a început cariera la începutul anilor 2010 cu roluri minore în Brooklyn Nine-Nine, Friends of the People, Guy Code și Wild 'n Out. Tatăl său, Scott Matthew Davidson, a fost un pompier din New York care a murit în 2001 la World Trade Center, în timpul atacurilor din 11 septembrie. În afară de SNL, Davidson a apărut în mai multe filme și emisiuni de televiziune în anii 2010. El și-a lansat primul său special de comedie în 2016, Pete Davidson: SMD; continuarea sa, Pete Davidson: Alive from New York, a fost lansat în 2020.

## Copilărie
Peter Michael Davidson s-a născut la 16 noiembrie 1993 în cartierul Staten Island din New York City, fiul lui Amy (născută Waters) și al lui Scott Matthew Davidson. Scott a fost unul dintre pompierii newyorkezi care au murit la datorie în timpul atacurilor de la 11 septembrie 2001. Ultima dată a fost văzut alergând pe scările de la Marriott World Trade Center chiar înainte ca acesta să se prăbușească. 
Davidson, pe atunci în vârstă de șapte ani, a fost profund afectat de această pierdere. El a declarat pentru The New York Times că a fost „copleșitor” și l-a făcut să se comporte urât la școală, ca urmare a traumei, la un moment dat smulgându-și părul din cap până a rămas chel.
În octombrie 2016, el a dezvăluit în cadrul emisiunii de radio The Breakfast Club că s-a luptat cu gânduri suicidare când era mai tânăr, și că muzica lui Kid Cudi i-a salvat viața.
Tatăl lui Davidson era predominant de origine evreiască. Mama sa este în principal de origine irlandeză, cu unele rădăcini germane. Are o soră mai mică pe nume Casey, și a fost crescut ca și catolic.

## Carieră
Prima apariție a lui Davidson a fost în cel de-al treilea episod al serialului Failosophy de pe MTV, care a avut premiera pe 28 februarie 2013. În luna următoare, a apărut în „PDA and Moms”, un episod din sezonul al treilea al serialului de comedie Guy Code (MTV2), primul din cele patru episoade în care a fost prezentat. În luna iunie a aceluiași an, primul său spectacol de stand-up televizat a fost difuzat în cadrul unui episod din sezonul al doilea al programului Comedy Central Gotham Comedy Live. În luna următoare, a revenit la MTV2 cu o apariție în emisiunea Nick Cannon Presents: Wild 'N Out, prima din cele șase apariții ale sale în cadrul emisiunii respective. Ulterior, a avut apariții de stand-up la televiziune și a apărut în Brooklyn Nine-Nine.
Davidson s-a alăturat distribuției Saturday Night Live odată cu premiera celui de-al 40-lea sezon al emisiunii, care a debutat pe 27 septembrie 2014. La vârsta de 20 de ani, el a fost primul membru al distribuției SNL născut în anii 1990 și unul dintre cei mai tineri membri ai distribuției din toate timpurile. Davidson a primit șansa de a da o audiție pentru emisiune prin intermediul actorului Bill Hader, pe care îl cunoscuse în timp ce filma un mic rol în comedia Trainwreck, regizată de Judd Apatow. Ulterior, Hader i-a vorbit producătorului Lorne Michaels despre el. Debutul său a fost apreciat pozitiv de critici.
În martie 2015, Davidson a fost roaster în cadrul emisiunii Comedy Central Roast of Justin Bieber, iar prestația sa a fost lăudată ca fiind una dintre cele mai bune ale emisiunii.

## Viață personală
Până în august 2018, Davidson avea peste 40 de tatuaje, inclusiv pe brațe, picioare, piept, mâini și gât. Davidson are numărul de insignă de pompier al tatălui său, 8418, tatuat pe brațul stâng. În timpul unui interviu din mai 2021, el a indicat că urma să își îndepărteze o parte dintre ele.

### Relații
Davidson s-a întâlnit cu comediana Carly Aquilino din 2014 până în 2015, și a format un cuplu cu Cazzie David, fiica comediantului Larry David, din 2016 până în 2018.
În mai 2018, el a început să se întâlnească cu cântăreața Ariana Grande. În iunie 2018, Davidson a confirmat că s-a logodit cu Grande, dar logodna a fost anulată în octombrie 2018. Cântecul lui Grande despre Davidson, intitulat „Pete Davidson”, apare pe albumul ei Sweetener din 2018. De asemenea, ea a făcut referire la el în cântecul Thank U, Next.
A fost implicat cu modelul Kaia Gerber, fiica lui Cindy Crawford, din octombrie 2019 până în ianuarie 2020.
Davidson și Kim Kardashian au fost văzuți pentru prima dată împreună în octombrie, după apariția lui Kardashian la Saturday Night Live. În timpul în care aceasta a fost gazda unui episod din SNL, cei doi au împărțit un sărut pe ecran într-o scenetă cu tematică Disney, în care au jucat rolul lui Jasmine și Aladdin. Ei au început să se întâlnească în noiembrie 2021. Anterior, Kardashian ceruse divorțul de soțul Kanye West în februarie 2021. În august 2022, Davidson și Kardashian s-au despărțit după nouă luni de relație.

## Filmografie

### Filme
| An   | Titlu                     |
| ---- | ------------------------- |
| 2014 | School Dance              |
| 2015 | Trainwreck                |
| 2018 | Set It Up                 |
| 2019 | What Men Want             |
| 2019 | Big Time Adolescence      |
| 2019 | The Dirt                  |
| 2019 | The Angry Birds Movie 2   |
| 2019 | The Jesus Rolls           |
| 2020 | The King of Staten Island |
| 2021 | The Suicide Squad         |
| 2022 | I Want You Back           |
| 2022 | Bodies Bodies Bodies      |
| 2022 | Marmaduke                 |
| 2022 | Good Mourning             |
| 2022 | Meet Cute                 |
| 2023 | The Home                  |

### Televiziune
| An        | Titlu                                    |
| --------- | ---------------------------------------- |
| 2013–2014 | Wild 'N Out                              |
| 2013      | Brooklyn Nine-Nine                       |
| 2014      | Friends of the People                    |
| 2014–2022 | Saturday Night Live                      |
| 2016      | The Jim Gaffigan Show                    |
| 2016      | Pete Davidson: SMD                       |
| 2017      | Eighty-Sixed                             |
| 2017      | Click, Clack, Moo: Christmas at the Farm |
| 2018      | The Guest Book                           |
| 2020      | Pete Davidson: Alive from New York       |
| 2020      | The Real Bros of Simi Valley             |
| 2020–2022 | The Rookie                               |
| 2020      | The Freak Brothers                       |
| 2021      | Ricky Velez: Here's Everything           |
| 2021      | The Now                                  |
| 2022      | The Kids in the Hall                     |
| 2022      | Pete Davidson Presents: The Best Friends |
| 2023      | Bupkis                                   |